# Anthony Browne, 7. Viscount Montagu
Anthony Joseph Browne, 7. Viscount Montagu (* 11. April 1728; † 9. April 1787) war ein britischer Peer.
Er war das zweite Kind und der einzige Sohn von Anthony Browne, 6. Viscount Montagu (1686–1767) aus dessen Ehe mit Barbara Webb († 1779), Tochter des Sir John Webb, 3. Baronet.
Am 22. Juli 1765 heiratete er Frances Falconer (1731–1814), Witwe des Alexander Falconer, 5. Lord Falconer of Halkerton, Tochter des Herbert Mackworth. Mit ihr hatte er zwei Kinder:
- Hon. Elizabeth Mary Browne (1767–1787), ⚭ 1794 William Stephen Poyntz (1770–1840), MP;
- George Samuel Browne, 8. Viscount Montagu (1769–1793).

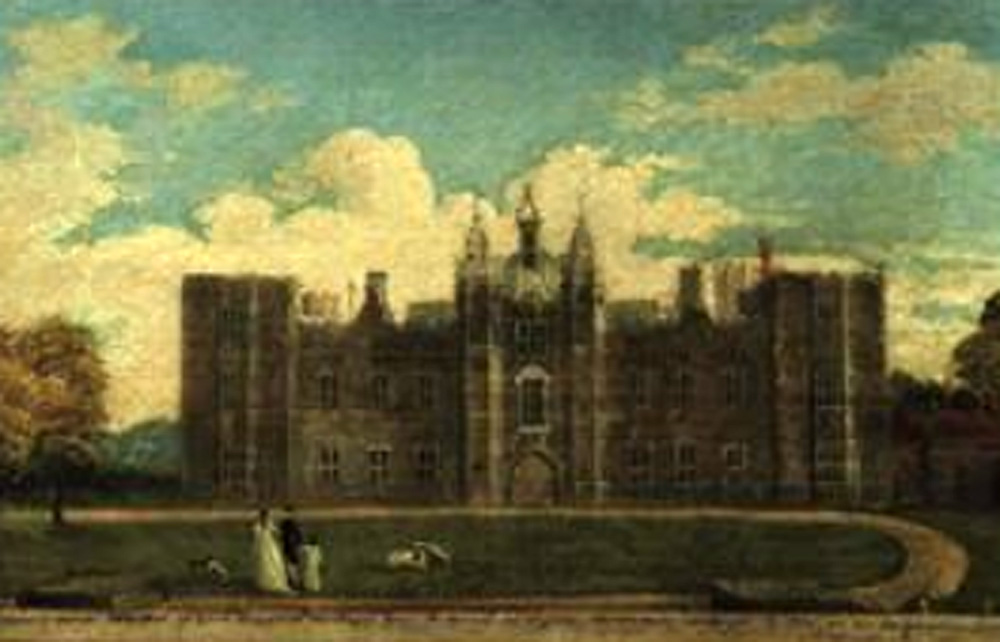
Cowdray House, um 1790

1767 beerbte er seinen Vater als 8. Viscount Montagu und wurde dadurch Mitglied des House of Lords.
1770 beauftragte er den Landschaftsarchitekten Capability Brown mit der Neugestaltung seines Familiensitzes Cowdray House in Sussex.
Als er 1787 starb, erbte sein Sohn George seinen Adelstitel.